# Prinzregentenplatz (metropolitana di Monaco di Baviera)
Prinzregentenplatz è una stazione della Metropolitana di Monaco di Baviera, che serve la linea U4. È la prima stazione in direzione Arabellapark in cui il percorso della U4 si separa da quello della linea U5
È stata inaugurata il 27 ottobre 1988.